# Lastaurus fenestratus
Lastaurus fenestratus är en tvåvingeart som beskrevs av Jacques-Marie-Frangile Bigot 1878. Lastaurus fenestratus ingår i släktet Lastaurus och familjen rovflugor.
Artens utbredningsområde är Colombia. Inga underarter finns listade i Catalogue of Life.